# 老虎学艺
《老虎学艺》是一部中国上海美术电影制片厂制作的动画作品。

## 剧情简介
老虎和猫咪比赛，老虎输了，老虎便拜猫咪为师傅，学习本事。本事学会后，老虎就开始利用所学本领欺负其他小动物。猫咪前去劝阻老虎，老虎非但不听劝，反而追打猫咪，所幸猫咪留了一手，成功摆脱了老虎的攻击。